# آجي جنسن
آجي جنسن (بالدنماركية: Aage Jensen)‏ هو موجه قوارب ‏ دنماركي، ولد في 13 ديسمبر 1915 في كوبنهاغن في الدنمارك، وتوفي بنفس المكان في 25 يناير 1995.

## وصلات خارجية
- آجي جنسن على موقع الاتحاد الدولي للتجديف (الإنجليزية)
- آجي جنسن على موقع أوليمبيديا (الإنجليزية)